# Linyola
Linyola ist eine katalanische Ortschaft in der Provinz Lleida im Nordosten Spaniens. Sie gehört zur Comarca Pla d’Urgell.

## Geographische Lage
Die Stadt liegt etwa neun Kilometer von Mollerussa, 29 Kilometer von Lleida und rund 130 Kilometer von Barcelona entfernt.

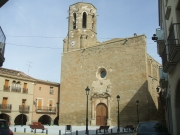
Kirche Santa Maria

## Persönlichkeiten
- Josep Fusté (* 1941), Fußballspieler
- Bojan Krkić (* 1990), Fußballspieler

## Bevölkerungsentwicklung
| 1900  | 1920  | 1940  | 1960  | 1981  | 1990  | 1996  | 2000  | 2006  |
| ----- | ----- | ----- | ----- | ----- | ----- | ----- | ----- | ----- |
| 1.439 | 1.973 | 1.924 | 2.166 | 2.262 | 2.422 | 2.385 | 2.401 | 2.583 |